# Eriphus metallicus
Eriphus metallicus là một loài bọ cánh cứng trong họ Cerambycidae.